# São Salvador da Aramenha
São Salvador da Aramenha ist eine Gemeinde (Freguesia) im portugiesischen Kreis (Concelho) von Marvão. In ihr leben 1235 Einwohner (Stand 19. April 2021).

## Geschichte
Seit der Altsteinzeit ist die Gegend besiedelt. Die im 2. Jahrhundert angekommenen Römer unterwarfen auch die hier lebenden keltischen Dorfgemeinschaften der Castrokultur. Das fruchtbare Gebiet wurde intensiv durch die Römer genutzt, und es entstand eine Stadt namens Ammaia. Sie wurde Civitas und später zum Municipium erhoben. Nach Einfall germanischer Stämme im 5. Jahrhundert und dem Untergang der römischen Provinz Lusitanien verfiel die Stadt zunehmend.
Die seit 711 auf die Iberische Halbinsel vordringenden Mauren trafen hier noch auf eine halb verlassene Ortschaft auf einem Hügel, die sie entsprechend Hügel von Ammaia nannten. 884 gründete Ibn Marwan unweit den heutigen Ort Marvão, und das ursprüngliche Ammaia geriet zunehmend in Vergessenheit. Bis heute gehört der nunmehr São Salvador da Aramenha genannte Ort zu Marvão.

## Kultur und Sehenswürdigkeiten
Neben Sakralbauten sind vor allem antike Baudenkmäler in der Gemeinde zu nennen, darunter eine römische Brücke in Portagem, und eine Gruppe von ursprünglich römischen Kalköfen. Besonders bekannt ist die Gemeinde für die römischen Ausgrabungsstätten von Ammaia.

## Verwaltung
São Salvador da Aramenha ist Sitz einer gleichnamigen Gemeinde (Freguesia).
Folgende Orte liegen in der Gemeinde:
- Alvarrões
- Escusa
- Portagem
- Porto da Espada
- Rasa
- São Salvador da Aramenha